# スペイン領フロリダ

スペイン領フロリダ
Provincia de La Florida (スペイン語)

国の標語: Plus Ultra（スペイン語）
更なる前進国歌: Marche Real（スペイン語）
国王行進曲

スペイン領フロリダ（スペインりょうフロリダ、西: Florida Española、英: Spanish Florida）は、スペインが16世紀から北アメリカ、現在のアメリカ合衆国フロリダ州のある地域に築いた植民地である。スペインはフロリダ半島に1513年に初めて上陸し、1565年から1763年までと1784年から1821年までの2つの期間に亘って領有した。

## 歴史

### 植民地初期（1513年 - 1763年）
スペインのコンキスタドール、フアン・ポンセ・デ・レオンが1513年にフロリダ半島に到着し、若返りの泉を探していたと記録されている。この時のフロリダには幾つかの先住民族が暮らしていた。ポンセ・デ・レオンはフロリダを初めて見た1513年3月27日、そこを島だと思っていたが、4月2日に東海岸に上陸した。スペインの復活祭「パスクア・フロリダ」の時に上陸したので、その土地をラ・パスクア・フロリダと名づけた。
ポンセ・デ・レオンは1521年に植民地を建設するために道具や移民と共にこの地に戻ってきたが、先住民族から繰り返し攻撃を受けて追い出されてしまった。フロリダ内陸部の初期の記録は征服者の生き残りの者によっていた。1528年、パンフィロ・デ・ナルバエスがフロリダの西海岸を探検したが、海路メキシコへ脱出しようとした時に嵐に逢って死んだ。その遠征隊の士官の一人アルバル・ヌニェス・カベサ・デ・バカはフロリダからメキシコまで9年間放浪した後に生還し、スペインに戻ってその見てきたことを出版した。これがエルナンド・デ・ソトによる1539年のフロリダ侵略の契機となった。この遠征隊の一員が後にフロリダの先住民族の生活様式や振る舞いについて詳細を出版した。1559年、トリスタン・デ・ルナ・イ・アレヤーノがペンサコーラに開拓地を作ったが1561年には放棄された。
フランスもフロリダに興味を持ち始めたので、スペインは植民地化を加速させた。フランス人ジャン・リボーが1562年にフロリダ遠征を行い、1564年にはルネ・グーレーヌ・ド・ロードニエールが、現在のジャクソンビルにユグノー移民の安息の地としてカロリーヌ砦を造った。これに反応したスペインは、1565年にその開拓地を破壊し、現在のセントオーガスティンにサン・アグスチン開拓地を建設した。ペドロ・メネンデス・デ・アビレスが建設したこの開拓地は、現在のアメリカ合衆国本土でヨーロッパ人による最初の恒久的開拓地となった。ここを活動の基地としたスペインは今日の合衆国南東部へローマ・カトリック教会伝道師による布教を始めた。
1565年にメネンデス・デ・アビレスがカロリーヌ砦を襲った時、カトリック教徒以外のフランス守備兵を皆殺しにし、砦をサン・マテオと改名した。2年後、ドミニク・ド・グールゲスが砦を再奪取し、スペイン守備兵を全員殺した。1586年イギリスの船長で時には海賊もやっていたフランシス・ドレークがサン・アグスチンを略奪し燃やしてしまった。
17世紀を通じて、バージニアやカロライナのイギリス人開拓者が徐々にスペイン領の境界まで南下するようになり、一方でミシシッピ川のフランス人開拓者はスペイン領の西の境界に迫って来ていた。1702年、イギリス人のジェイムズ・ムーア大佐が同盟クリーク族インディアンと共にサン・アグスチンを襲って壊滅させたが、砦の支配まではできなかった。1704年、ムーアとその部隊はフロリダ北部の伝道所を焼き払い、スペインに友好的なインディアンを処刑した。1719年、フランス軍はスペインの開拓地ペンサコーラを占領した。
後にセミノールと呼ばれるインディアン達がフロリダに移住してきたのもこの頃である。

### イギリスの領有（1763年 - 1795年）

1767年に拡張された西フロリダ

1763年、スペインはイギリスにフロリダを譲り、その代わりにキューバのハバナを手に入れた。当時のフロリダは南に伸びて現在のゲインズビルの辺りまでであった。ハバナはフレンチ・インディアン戦争の時にイギリスが占領していた。スペイン人の大半がこの地域を離れ、残っていた先住民も離れた。イギリスはこの領土を東フロリダと西フロリダに分割し、無償の土地を提供し輸出指向産業を後押しして、開拓者を引き付けるために積極的な新兵募集を始めた。
1767年、イギリスは西フロリダの北の境界線をそれまでの北緯31度線から、ヤズー川の河口から東にチャタフーチー川まで伸ばした線（北緯32度22分）まで拡張した。この領域は現在のミシシッピ州とアラバマ州の南側3分の1に当たる。
イギリス領である間に、クリーク族インディアンがフロリダに移住してきてセミノール族を作り上げていった。この種族はジョージアにいたクリーク族が大半であり、ミカスキー語を話す中央マスコギー語族と逃亡したアフリカ系アメリカ人奴隷（ブラック・セミノール）、および数は少ないが白人と他のインディアン種族の者がいた。フロリダの元々の先住民は戦争や病気で壊滅させられ、残った者の大半も1763年にスペイン人が植民地を離れるときに随いていったと考えられている。このことで領内の大半がローワー・クリーク族に開放され、アラバマのアッパー・クリーク族と長い間紛争を続けることになった。セミノール族は当初フロリダ北部の森林地帯に入り、最終的にはフロリダ半島南部のエバーグレーズまで広がって行った。ここには現在でもセミノール族の子孫が住んでいる。
イギリスは13植民地（1776年7月4日にアメリカ合衆国として独立）とのアメリカ独立戦争（1775年-1783年）の間もフロリダを維持し続けたが、スペインはそのときにイギリスと積極的に戦っていたフランスと同盟を結んでおり、イギリスの気が逸れている間に西フロリダの一部を占領した。1783年、アメリカ独立戦争が終わり、イギリスとスペインの間のヴェルサイユ条約で、フロリダはスペインに返された。ただし、その境界が曖昧なままであった。スペインは1767年に拡張された領土を主張したが、アメリカ合衆国はその北の地方をイギリスから割譲されており、古い境界線である北緯31度線を主張した。1795年のサン・ロレンソ条約（西: Tratado de San Lorenzo、英: Pinckney's Treaty）により、スペインは北緯31度線を境界と認めた。

### スペインの2回目の統治（1795年 - 1821年）

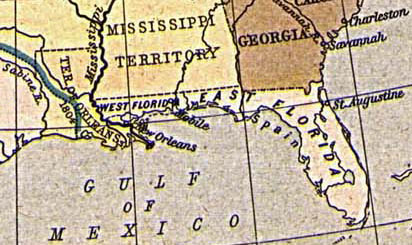
1810年のスペイン領フロリダ

19世紀の初期、スペインは開拓者を引き付けるためにフロリダの土地を大盤振る舞いし、スペインからもアメリカ合衆国からもかなりの数の移民が入植を始めた。開拓者がインディアンの集落を襲った後で、フロリダを地盤とするインディアンがジョージアの開拓地を襲うようになったが、これはスペインの指示によっていたということである。アメリカ軍がスペイン領を度々侵すようになり、アンドリュー・ジャクソンに率いられた1817年から1818年にかけての作戦行動は第一次セミノール戦争と呼ばれた。この戦争の後でアメリカは東フロリダを実質的に支配するようになった。
1819年アメリカ合衆国とスペインの間にアダムズ＝オニス条約が調印され、1821年7月10日に効力を発した。この条約の取り決めに従い、アメリカ合衆国はフロリダ準州（1822年 - 1845年、現フロリダ州）を領有し、その代わりにメキシコ領テキサスのコアウイラ・イ・テハス州（現テキサス州とコアウイラ州）に対する領有権主張を取り下げた。